# اچی، بولیوار
اچی، بولیوار (به اسپانیایی: Achí, Bolívar) یک سکونتگاه مسکونی در کلمبیا است که در بخش بولیوار، کلمبیا واقع شده‌است.

## خصوصیات
اچی ۳۴٬۸۶۱ نفر جمعیت دارد.